# Now I Lay Me Down to Sleep
Now I Lay Me Down to Sleep è un cortometraggio muto del 1913. Il nome del regista non viene riportato.

## Produzione
Il film fu prodotto dall'Independent Moving Pictures Co. of America (IMP).

## Distribuzione
Il film uscì nelle sale cinematografiche USA il 3 marzo 1913, distribuito dalla Universal Film Manufacturing Company.